# Morena FM
Morena FM é uma emissora de rádio brasileira sediada em Campo Grande, capital do estado de Mato Grosso do Sul. Opera no dial FM, na frequência 107.1 MHz, e é administrada pelo Grupo Zahran. A emissora é originada da frequência AM 1180 kHz, inaugurada em 16 de agosto de 1989 por Leonildo Bachega como Rádio Ativa.

## História
O empresário Leonildo Bachega adquiriu a concessão da AM 1180 kHz em 9 de agosto de 1988 e colocou a Rádio Ativa no ar no ano seguinte, em 16 de agosto de 1989. Em 1999, a programação da emissora foi encerrada e arrendada para a Igreja Universal do Reino de Deus, retransmitindo a Rede Aleluia.
O arrendamento durou até 1 de março de 2010, quando a Rádio Ativa e a Ativa FM (emissora do mesmo grupo) foram reassumidas por Aline Bachega e Alex Bachega. A estação FM foi relançada sob um novo projeto, a Blink 102 FM, enquanto que a estação AM se afiliou à Rádio Canção Nova e voltou a produzir conteúdo, de caráter católico. A parceria durou até 2014, quando a emissora foi arrendada para a Igreja Pentecostal Deus É Amor. No final de 2016, a emissora iniciou seu processo de migração para o FM e estreou na frequência 107.1 MHz em julho de 2017.
A programação da Rádio Deus é Amor deixou de ser transmitida na frequência em 16 de março de 2019. A programação que entrou em seguida faz expectativa para uma emissora chamada Morena FM, sendo esta uma nova rádio do Grupo Zahran. Posteriormente, foi confirmada a estreia oficial da emissora para o dia 29 de agosto. Sua programação segue o mesmo estilo da Centro América FM de Cuiabá, Mato Grosso.